# Abraham Levy (rabino)
Abraham Levy, OBE (hebreo:  אברהם די יצחק הלוי); (Gibraltar, 16 de julio de 1939- Londres, 24 de diciembre de 2022) fue un rabino, teólogo y autor ortodoxo británico. Levy se desempeñó como líder espiritual de la  Congregación de España y Portugal para la Commonwealth de 1962 a 2012. En 1995, Levy fue nombrado rabino principal de la comunidad sefardí y portuguesa en el Reino Unido. Fue miembro fundador de la Escuela Preparatoria Judía de Naima y fue nombrado Oficial de la Orden del Imperio Británico por su trabajo sobre las relaciones interreligiosas en 2004.

## Biografía
Abraham Levy nació el 16 de julio de 1939 en Gibraltar. Su tío era Sir Joshua Hassan, último Ministro Principal de Gibraltar. Era hermano del exalcalde de Gibraltar Momy Levy y James Levy.
Levy se mudó al Reino Unido en 1951 para estudiar en Carmel College. Fue ordenado y recibió su Semicha del Colegio de los Judíos. Se desempeñó como líder espiritual de la congregación de judíos españoles y portugueses de la Commonwealth de 1962 a 2012. Levy era el rabino de la sinagoga Bevis Marks y Lauderdale Road en Londres. En 1995, fue nombrado Gran Rabino de la Comunidad Sefardí y Portuguesa en el Reino Unido. Obtuvo su semicha en el Jewish' College y su doctorado en la Universidad de Londres y fue vicepresidente honorario de la Escuela de Estudios Judíos de Londres. Fue el fundador y director honorario de la escuela primaria judía de Naima y una autoridad eclesiástica de la Junta de Diputados de judíos británicos.
Levy se retiró de su puesto como Jefe Espiritual en 2012.
Levy murió en Londres el 24 de diciembre de 2022, a la edad de 83 años. Tuvo un hijo.

## Premios y honores
- En 1993, Levy recibió la Orden del Mérito Civil de Caballero Comandante (Encomienda) (España) y en 2004, una OBE por sus servicios a la cooperación interreligiosa.
- En 2004, Levy fue nombrado Oficial de la Orden del Imperio Británico (OBE) por sus servicios a la cooperación interreligiosa.[1]

## Publicaciones
- Un camino rocoso, (Halban, 2017)ISBN 9781905559817 - Sus memorias están llenas de anécdotas tanto de la vida pública como del servicio comunitario y un testimonio de su fe religiosa.[4]
- Los sefardíes: un problema de supervivencia (Elmar Printer & Stationers, 1972)
- Edades del hombre (coautor)
- Los sefardíes: su gloriosa tradición desde el exilio en Babilonia hasta nuestros días (Carnell, 1992, ilustrado) - Lucien Gubbay, Abraham LevyISBN 9781857790368